# Hideki Ishige
Hideki Ishige (jap. 石毛 秀樹, Ishige Hideki; * 21. September 1994 in Fuji, Präfektur Shizuoka) ist ein japanischer Fußballspieler.

## Karriere

### Verein
Hideki Ishige erlernte das Fußballspielen in der Mannschaft von Fuji Daichi SSS sowie in der Jugendmannschaft von Shimizu S-Pulse. Hier unterschrieb er 2012 auch seinen ersten Profivertrag. Der Verein aus Shimizu spielte in der höchsten Liga des Landes, der J1 League. Von 2014 bis 2015 spielte er achtmal in der J.League U-22 Selection. Diese Mannschaft, die in der dritten Liga, der J3 League, spielte, setzte sich aus den besten Nachwuchsspielern der höherklassigen Vereine zusammen. Das Team wurde mit Blick auf die Olympischen Sommerspiele 2016 in Rio de Janeiro gegründet. Die Auswahl der Spieler erfolgte auf wöchentlicher Basis aus einem Pool, für den jeder Verein förderungswürdige Talente benennen konnte; die Zusammensetzung der Mannschaft variierte daher sehr stark von Spiel zu Spiel. Der Zweitligist Fagiano Okayama aus Okayama lieh ihn die Saison 2017 aus. Für Okayama absolvierte er 31 Zweitligaspiele. Nach der Ausleihe kehrte er 2018 zu Shimizu zurück. Okayama lieh ihn erneut vom Ende Juli 2021 bis Saisonende aus. Hier stand er 14-mal in der zweiten Liga auf dem Spielfeld. Nach Vertragsende bei S-Pulse wechselte er im Februar 2022 zum Erstligisten Gamba Osaka. Für den Klub aus Suita bestritt er 46 Erstligaspiele. Hierbei schoss er drei Tore. Anfang September 2024 zog es in nach Australien, wo er einen Vertrag beim Erstligisten Wellington Phoenix unterschrieb.

### Nationalmannschaft
Hideki Ishige spielte sechsmal in der U17-Nationalmannschaft und zweimal in der U21-Nationalmannschaft.

## Auszeichnungen
- Asian Football Confederation: Bester Nachwuchsspieler 2011
- J.League Cup: New Hero Award 2012